# Växjö Vipers
Växjö Vipers, tidigare och även känt som Växjö IBK, är en innebandyklubb i Växjö. Växjö Vipers är en av Smålands mest framgångsrika innebandyföreningar som haft elitlag för både damer och herrar. Klubben har flest DM titlar i Småland. Växjö IBK grundades 1988 då Växjö Östra IK (VöIK) bildades. 1996 slogs klubben ihop med Hovshaga AIF, och namnet ändrades till Växjö Innebandyklubb. 
Växjö Vipers blev utsedda till årets förening 08/09 av Smålands innebandyförening. 

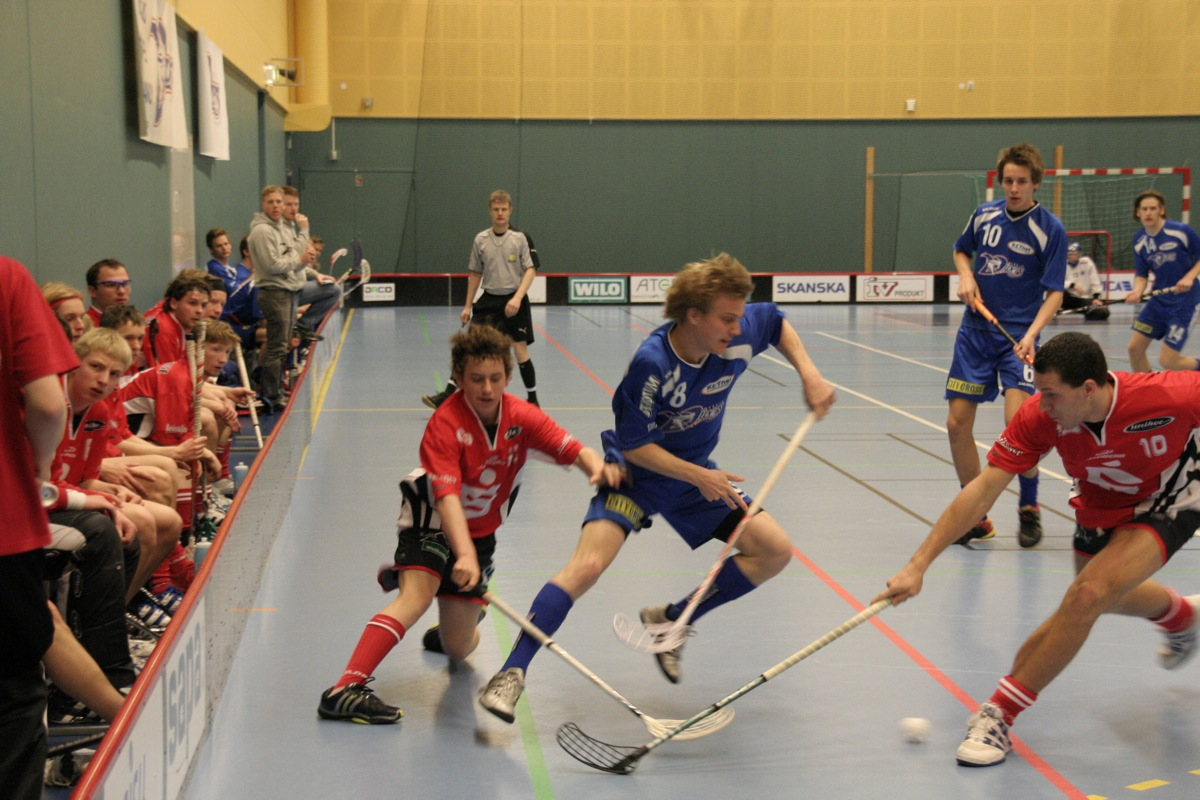
Match mot UHC Weißenfels

2013 blev Växjö Vipers även tilldelade Smålandspostens guldmedalj för sina sportsliga framgångar. Under säsongen 2016/2017 slutade Växjö Vipers tvåa i Svenska Superligan-finalen i Globen.
Nuvarande tränare (2023/2024) är  Jyri Korsman